# مجموعة صوفيا سميث

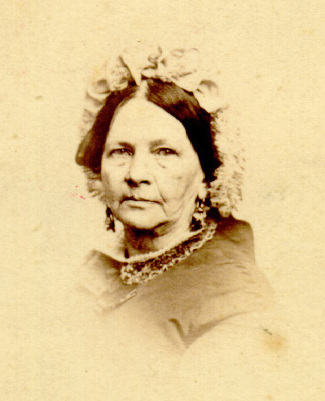

مجموعة صوفيا سميث في كلية سميث هي مستودع معترف به دوليًا للمخطوطات والصور الفوتوغرافية والدوريات وغيرها من المصادر الأولية في تاريخ النساء.

## نظرة عامة
هي واحدة من أكبر المستودعات المعترف بها للمخطوطات والأرشيفات والصور الفوتوغرافية والدوريات وغيرها من المصادر الأولية لتاريخ المرأة، وتتألف المجموعة من أكثر من 8000 قدم (2400 متر) من المواد التي توثق التجربة التاريخية للمرأة في الولايات المتحدة وخارجها منذ عصر الاستعمار وحتى عصر الوقت الحاضر. تشترك مجموعة صوفيا سميث في تسهيلات مع أرشيف كلية سميث في حرم الكلية في نورثهامبتون، ماساتشوستس.
تشمل نقاط القوة الرئيسية تحديد النسل وحقوق الإنجاب، وحقوق المرأة، والاقتراع، والحركة النسائية المعاصرة، والنساء الأمريكيات العاملات في الخارج، والفنون (خاصة المسرح)، والمهن (خاصة الصحافة والعمل الاجتماعي)، والحياة الأسرية للطبقة المتوسطة في القرن التاسع عشر وفي القرن العشرين في نيو انغلاند. العديد من هذه المجموعات هي مصادر غنية من المواد المرئية والمخطوطة والمطبوعة.
المجموعة مفتوحة للجمهور مجانًا، لا يتم توزيع المجموعة ولكنها متاحة للجميع، ويمكن زيارتها عبر الإنترنت، أو طلب نسخ منها.